# Mohammed Karim Lamrani
Mohammed Karim Lamrani (ar. محمد كريم العمراني; ur. 1 maja 1919 w Fezie, zm. 20 września 2018) – marokański polityk, przedsiębiorca, milioner, trzykrotny premier Maroka w latach 1971–1972, 1983–1986 i 1992–1994.

## Życiorys
Ukończył studia ekonomiczne, pracował w handlu, rolnictwie i przemyśle. W 1956 został sekretarzem generalnym krajowego stowarzyszenia prodcentów oliwy z oliwek w północnym Maroko. Od 1960 szefował Bankowi Kredytowemu. Swój majątek zdobywał od 1967 dzięki zasiadaniu na czele grupy OPC, zajmującej się wydobyciem i przetwórstwem występujących w Maroku fosforanów. Był właścicielem konglomeratu Safari, w skład którego wchodzą firmy: Bank Kredytowy, wytwarzająca tkaniny Mafaco, metalurgiczna Socodam Davum oraz dystrybutor BMW i Land Roverów na Maroko SMEIA. Spółką kieruje jego córka Saïda Lamrani Karim. Jako filantrop wspomógł m.in. budowę meczetu Hasana II.
Kierował łącznie sześcioma różnymi gabinetami. Po raz pierwszy przewodził rządowi od 1971 do 1972, następnie od 1983 do 1986, kiedy to zrezygnował ze względu na stan zdrowia. W jego trzecim gabinecie (z 1983) po raz pierwszy znaleźli się socjaliści. Po raz trzeci sformował rząd w 1992.